# مملكة تقلي
مملكة تقلي هي مملكة كانت موجودة في جبال النوبة، في وسط السودان الحديث. يعتقد أنه تأسست في القرن الثامن عشر، على الرغم من أن التقاليد الشفهية تشير إلى نشأتها قبل قرنين من هذ التاريخ. بسبب موقعها الجغرافي تمكنت تقالي من الحفاظ على استقلالها لنحو 130 عامًا. غزتها الدولة المهدية في عام 1884 وعادت في عام 1889. انتهت سلطتها الإدارية بانقلاب 1969.

## الموقع
تقع في الجزء الشمالي الشرقي لولاية جنوب كردفان، كما أنها تمثل رابط جغرافي بين مناطق جبال النوبة والخرطو . كما إنها ملتقى طرق بين السودان الأوسط والغربي وبين السودان وجنوب السودان. وفي الحرب الدائرة الآن بين الحكومة السودانية والحركة الشعبية شمال، مثلت منطقة تقلي محور هام في المعارك بين الطرفين.